# Hipismo nos Jogos Olímpicos de Verão de 2008
As competições de hipismo nos Jogos Olímpicos de Verão de 2008 foram realizadas entre os dias 9 e 20 de agosto em Hong Kong, na China. As competições nas diversas classes foram disputadas nas Arenas Eqüestres de Hong Kong (Beas River e Shatin).
Pela segunda vez na história olímpica, o hipismo foi realizado por outro Comitê Olímpico Nacional. Em 1956 os Jogos Olímpicos se realizaram em Melbourne, na Austrália, mas os eventos de hipismo foram disputados em Estocolmo, na Suécia.

## Calendário
| Agosto  | 6 | 7 | 8 | 9 | 10 | 11 | 12 | 13 | 14 | 15 | 16 | 17 | 18 | 19 | 20 | 21 | 22 | 23 | 24 |
| ------- | - | - | - | - | -- | -- | -- | -- | -- | -- | -- | -- | -- | -- | -- | -- | -- | -- | -- |
| Hipismo |   |   |   |   |    |    | 2  |    | 1  |    |    |    | 1  | 1  | 1  |    |    |    |    |

|  | Dia de competição |  | Dia de final |

## Eventos

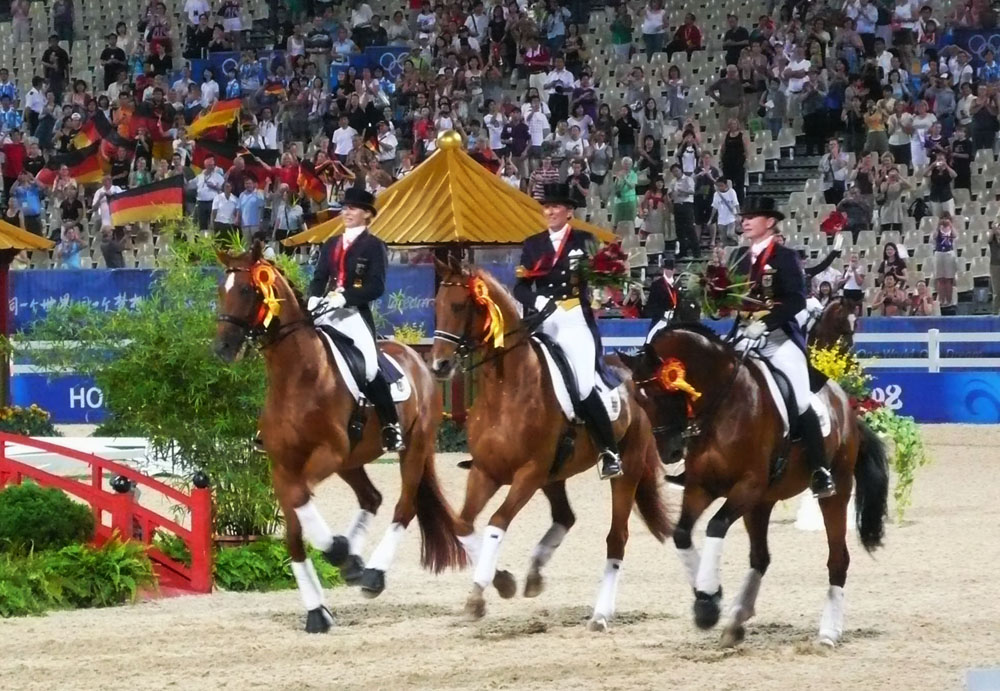
Equipe de adestramento por equipes da Alemanha após a cerimônia de entrega das medalhas.

Seis conjuntos de medalhas foram concedidas nos seguintes eventos:
- Adestramento Individual
- Adestramento por equipes
- Saltos individual
- Saltos por equipes
- CCE individual
- CCE por equipes

## Medalhistas
| Evento                            | Ouro | Prata | Bronze |
| --------------------------------- | --- | --- | --- |
| Adestramento individual detalhes  | Anky van Grunsven (Salinero) NED Países Baixos | Isabell Werth (Satchmo) GER Alemanha | Heike Kemmer (Bonaparte) GER Alemanha |
| Adestramento por equipes detalhes | Heike Kemmer (Bonaparte) Nadine Capellmann (Elvis Va) Isabell Werth (Satchmo) GER Alemanha                                                                    | Hans Peter Minderhoud (Nadine) Imke Schellekens-Bartels (Sunrise) Anky van Grunsven (Salinero) NED Países Baixos                                                           | Anne van Olst (Clearwater) Natália de Sayn-Wittgenstein-Berleburg (Digby) Andreas Helgstrand (Don Schufro) DEN Dinamarca                                           |
| Saltos individual detalhes        | Eric Lamaze (Hickstead) CAN Canadá | Rolf-Göran Bengtsson (Ninja) SWE Suécia | Beezie Madden (Authentic) USA Estados Unidos |
| Saltos por equipes detalhes       | McLain Ward (Sapphire) Laura Kraut (Cedric) Will Simpson (Carlsson vom Dach) Beezie Madden (Authentic) USA Estados Unidos                                     | Jill Henselwood (Special Ed) Eric Lamaze (Hickstead) Ian Millar (In Style) Mac Cone (Ole) CAN Canadá                                                                       | Christina Liebherr (No Mercy) Pius Schwizer (Nobless M) Niklaus Schurtenberger (Cantus) Steve Guerdat (Jalisca Solier) SUI Suíça                                   |
| CCE individual detalhes           | Hinrich Romeike (Marius) GER Alemanha | Gina Miles (McKinlaigh) USA Estados Unidos | Kristina Cook (Miners Frolic) GBR Grã-Bretanha |
| CCE por equipes detalhes          | Peter Thomsen (The Ghost of Hamish) Frank Ostholt (Mr. Medicott) Andreas Dibowski (Butts Leon) Ingrid Klimke (Abraxxas) Hinrich Romeike (Marius) GER Alemanha | Shane Rose (All Luck) Sonja Johnson (Ringwould Jaguar) Lucinda Fredericks (Headley Britannia) Clayton Fredericks (Ben Along Time) Megan Jones (Irish Jester) AUS Austrália | Sharon Hunt (Tankers Town) Daisy Dick (Spring Alone) William Fox-Pitt (Parkmore Ed) Kristina Cook (Miners Frolic) Mary King (Call Again Cavalier) GBR Grã-Bretanha |

Nota 1: A equipe da Noruega de saltos formada por Stein Endresen, Morten Djupvik, Geir Gulliksen e Tony André Hansen foi declassificada em 22 de dezembro de 2008 devido ao doping do cavalo Camiro, de Tony André Hansen, para a substância capsaicina.

## Quadro de medalhas
| Ordem | País               | Medalha de ouro | Medalha de prata | Medalha de bronze |    | Ordem por total |
| ----- | ------------------ | --------------- | ---------------- | ----------------- | -- | --------------- |
| 1     | GER Alemanha       | 3               | 1                | 1                 | 5  | 1               |
| 2     | USA Estados Unidos | 1               | 1                | 1                 | 3  | 2               |
| 3     | CAN Canadá         | 1               | 1                |                   | 2  | 3               |
| 3     | NED Países Baixos  | 1               | 1                |                   | 2  | 3               |
| 5     | AUS Austrália      |                 | 1                |                   | 1  | 6               |
| 5     | SWE Suécia         |                 | 1                |                   | 1  | 6               |
| 7     | GBR Grã-Bretanha   |                 |                  | 2                 | 2  | 3               |
| 8     | DEN Dinamarca      |                 |                  | 1                 | 1  | 9               |
| 8     | SUI Suíça          |                 |                  | 1                 | 1  | 6               |
| TOTAL | TOTAL              | 6               | 6                | 6                 | 18 | —               |